# Manitowoc
Manitowoc és una població dels Estats Units a l'estat de Wisconsin. Segons el cens del 2000 tenia 34.053 habitants.

## Demografia
Segons el cens del 2000, Manitowoc tenia 34.053 habitants, 14.235 habitatges, i 8.811 famílies. La densitat de població era de 779,4 habitants per km².
Dels 14.235 habitatges en un 28,6% hi vivien nens de menys de 18 anys, en un 49% hi vivien parelles casades, en un 9,1% dones solteres, i en un 38,1% no eren unitats familiars. En el 32,5% dels habitatges hi vivien persones soles el 14,6% de les quals corresponia a persones de 65 anys o més que vivien soles. El nombre mitjà de persones vivint en cada habitatge era de 2,32 i el nombre mitjà de persones que vivien en cada família era de 2,96.
Per edats la població es repartia de la següent manera: un 24,1% tenia menys de 18 anys, un 8,2% entre 18 i 24, un 27,9% entre 25 i 44, un 21,4% de 45 a 60 i un 18,4% 65 anys o més.
L'edat mediana era de 39 anys. Per cada 100 dones de 18 o més anys hi havia 90,9 homes.
La renda mediana per habitatge era de 38.203 $ i la renda mediana per família de 47.635 $. Els homes tenien una renda mediana de 35.176 $ mentre que les dones 22.918 $. La renda per capita de la població era de 19.954 $. Aproximadament el 5% de les famílies i el 7,9% de la població estaven per davall del llindar de pobresa.

## Poblacions més properes
El següent diagrama mostra les poblacions més properes.